# Hordabø kommun
Hordabø kommun (norska: Hordabø kommune) var en kommun i Hordaland fylke i västra Norge. Kommunen omfattade ett område i den nordvästra delen av nuvarande Alvers kommun. Orten Bøvågen utgjorde kommunens centralort.

## Administrativ historik
Bø kommun upprättades den 1 juli 1924 genom utbrytning ur Mangers kommun. Kommunen hade 1 938 invånare vid upprättandet.
Den 13 mars 1925, genom kunglig resolution, bytte kommunen namn från Bø till Hordabø.
Den 1 januari 1964 gick Hordabø kommun, tillsammans med Mangers kommun och delar av kommunerna Austrheim, Herdla, Lindås och Sæbø, upp i den då nybildade Radøy kommun. Kommunens hade då 1 679 invånare.
Området utgör sedan den 1 januari 2020 en del av Alvers kommun.